# Gruppo d'armate
Il termine gruppo d'armate fa riferimento a una formazione militare che raggruppa diverse armate e che è impegnata in una particolare area geografica.
Con l'ampliamento degli effettivi degli eserciti a partire dalle armate di massa della Rivoluzione francese, divenne essenziale costituire nuove strutture di comando che permettessero di controllare e impiegare con efficacia gli enormi eserciti moderni. Napoleone costituì il primo reale gruppo d'armate durante la campagna di Russia, in cui l'esercito venne suddiviso in tre armate principali tutte sotto il controllo dell'imperatore. 
Nelle due guerre mondiali tutti gli eserciti principali costituirono gruppi d'armate; i russi e poi i sovietici denominavano i gruppi d'armate con il termine di Fronte.
Nel periodo della Guerra fredda, sia la NATO che il Patto di Varsavia costituirono complesse strutture di comando equivalenti a Gruppi d'armate.

## Storia

### Seconda guerra mondiale
Nell'aprile 1943 la collaborazione sino ad allora informale tra Inghilterra e Stati Uniti nel teatro d'operazioni europeo venne rafforzata tramite la stipulazione, a Londra, di un quartier generale formale chiamato Chief of Staff Supreme Allied Command, o COSSAC.
Nel febbraio 1944 questa organizzazione venne rimpiazzato dal quartier generale interalleato per il teatro europeo, il Supreme Headquarters Allied Expeditionary Force (SHAEF). Con lo SHAEF, guidato dal generale Dwight Eisenhower la macchina organizzativa dell'esercito e della diplomazia procedette a progettare il prossimo attacco alleato sul continente.
Nonostante Eisenhower fosse a capo anche dell'European Theater of Operations United States Army (ETOUSA), le due organizzazioni erano distinte. Ogni quartier generale aveva il proprio staff con personale separato. Nello SHAEF il gruppo era coordinato da un Capo del Personale, coadiuvato da un segretariato.
Nello SHAEF operavano quattro distinti comandi interalleati, conosciuti come gruppi d'armate che avevano in comando operativo delle truppe britanniche, francesi, canadesi e statunitensi nel teatro europeo. Questi gruppi erano il 21º Gruppo d'armate britannico, il 15º Gruppo d'armate anglo-statunitense, il 12º Gruppo d'armate americano e il 6º Gruppo d'armate americano.

## Guerra fredda
Durante la guerra fredda l'integrazione tra le forze terrestri della NATO nell'Europa Centrale era organizzato in due gruppi d'armate: il Northern Army Group (NORTHAG) che comprendeva l'Armata britannica del Reno (British Army of the Rhine, BAOR), e il Central Army Group (CENTAG). Questi due comandi subordinati avevano solo autorità limitate in tempo di pace, mentre l'addestramento, la logistica e le regole d'ingaggio venivano gestite su base nazionale piuttosto che su base di intera alleanza.

## Situazione attuale
Il sistema militare della NATO oggi è fondamentalmente diverso dal sistema precedente alla guerra fredda. Nel novembre 1991 l'alleanza atlantica adottò il Nuovo concetto strategico al summit NATO di Roma. Questo nuovo orientamento concettuale portò, tra le altre cose, a cambiamenti fondamentali sia nelle forze armate che nella struttura di comando. I due elementi dell'AFCENT (Allied Forces Central Europe), il CENTAG (Central Army Group) e il NORTHAG (Northern Army Group) vennero smantellati.
Le operazioni di terra relative alla guerra nella ex-Jugoslavia cominciarono alla fine del 1992. Nel mese di novembre, la forza multinazionale ONU in Bosnia ed Erzegovina venne dotata di un quartiere operativo basato sul (NORTHAG) della NATO, di cui sfruttava il personale di circa 100 elementi, equipaggiamento, risorse e supporto finanziario.
Cambiamenti strutturali cominciarono nel giugno 1993, quando il quartier generale del Central Army Group (CENTAG, basato ad Heidelberg) e del Northern Army Group (NORTHAG, a Mönchengladbach, Germania) vennero decommissionati e rimpiazzati dal Headquarters Allied Land Forces Central Europe (LANDCENT), stanziato ad Heidelberg a partire dal 1º luglio 1993.
Il comandante dell'armata statunitense in Europa, il generale William W. Crouch, assunse un ulteriore ruolo come comandante del NATO LANDCENT a partire dal 15 febbraio 1996. Prima di lui il comando era stato attribuito a rotazione a generali tedeschi e olandesi.
Oggi tutti i corpi della NATO, eccetto il 4º Corpo tedesco, sono multinazionali. Esistono quattro gruppi di difesa principali nella regione centrale della NATO: uno tedesco-danese, uno tedesco-olandese, due tedesco-americani. In tempo di crisi, forze addizionali possono venire concesse da Belgio, Francia, Germania, Lussemburgo e Spagna.